# Cros-de-Montvert
Cros-de-Montvert è un comune francese di 223 abitanti situato nel dipartimento del Cantal nella regione dell'Alvernia-Rodano-Alpi.

## Società

### Evoluzione demografica
Abitanti censiti